# Лебаче
Лебаче (груз. ლებაჩე) — село в Грузії.
За даними перепису населення 2014 року в селі проживає 238 особи.